# Korčulanski kanal
Korčulanski kanal – kanał morski w Chorwacji, pomiędzy wyspami Hvar, Korčula i Šćedro a półwyspem Pelješac, część Morza Adriatyckiego.

## Opis
Jego długość wynosi 37 km, szerokość 7,5 km, a głębokość maksymalna 83 m. Rozciąga się na kierunku wschód – zachód. Połączony jest z dwoma innymi kanałami – Neretvanskim i Pelješkim. Osady położone nad kanałem to: Zavala, Sveta Nedjelja i Milna na Hvarze i Lovište na Pelješacu.